# Christiane Gilles
Pour les articles homonymes, voir Gilles et Platon.
Christiane Gilles, née Christiane Platon le 1er avril 1930 à Vincennes (Val-de-Marne) et morte le 29 octobre 2016 à Chécy (Loiret), est une syndicaliste et féministe française.

## Biographie
Née d'un père contrôleur dans les chemins de fer et d’une mère femme de ménage, Christiane Platon obtient son brevet élémentaire, mais arrête ses études à cause de difficultés financières. À 16 ans, elle devient « employée aux titres » au siège central du Crédit lyonnais à Paris, un travail qu'elle trouve sans intérêt.
En 1947, lors de la grève des banques, Christiane Platon s'encarte à la Confédération générale du travail (CGT). À l'âge de 21 ans, elle est élue déléguée du personnel puis déléguée au comité d’établissement en alternance. Ensuite, elle devient secrétaire du syndicat CGT du Crédit lyonnais. Parmi ses revendications envers les femmes, elle obtient la suppression du travail le samedi matin pendant six mois par an. Entourée par le professeur Paul Milliez, chef du service médical de la banque durant la fin des années 1950, elle réussit à avoir une augmentation du nombre de jours de garde pour les enfants malades, notamment de la coqueluche qui sévit en France à cette époque.
En 1952, Christiane Platon adhère au Parti communiste français (PCF), c'est pour elle le « prolongement de l'action syndicale ». Elle devient membre du PCF de Paris entre 1962 et 1965, ce qui l'amène à quitter ses fonctions de secrétaire du syndicat, alors qu'elle était animatrice de la commission féminine du Crédit lyonnais.
En 1965, le service dans lequel elle travaille, déménage à Levallois-Perret (Hauts-de-Seine) ; des actions syndicales y sont menées comme à la création d'une crèche au sein de l'entreprise. Deux ans plus tard, Christiane Gilles occupe le poste de permanente à l'union départementale des Hauts-de-Seine et se consacre sur la main-d'œuvre féminine. Durant les grèves de Mai 68, les réunions pour la fête des mères se modifient en débats sur les inégalités professionnelles entre les hommes et les femmes.
En 1969, Georges Séguy fait appel à elle en la faisant entrer au bureau confédéral de la CGT, pour s'occuper secteur féminin. Cinq ans plus tard, en 1974, Christiane Gilles prend la direction du magazine féminin Antoinette, créé par Madeleine Colin. Elle y aborde des sujets nouveaux comme la contraception, l’avortement, les problèmes du couple, la sexualité et le féminisme, qui agacent la CGT et le PCF. Le 14 octobre 1981, avec Jean-Louis Moynot, ils quittent le bureau confédéral de la CGT à la suite de plusieurs désaccords avec Georges Séguy, notamment la non mise en œuvre de l'« élargissement de la démocratie » promis en 1978. Lors de la période de l'État de siège en Pologne, elle est, avec jean-Louis Moynot, une des deux communistes, parmi les neuf membres de la commission exécutive de la CGT, qui marquent leur désaccord avec la ligne confédérale et publient une déclaration. Le texte appelle les travailleurs à "se réunir dans les entreprises et à discuter des modalités de soutien aux travailleurs polonais" et à discuter notamment d'un arrêt de travail.
Ensuite, Christiane Gilles est engagée au cabinet d’Yvette Roudy, ministre des droits des femmes. Elle devient chargée de l'emploi et de la formation, tout en se mobilisant à fond dans la loi de 1983 sur l'égalité professionnelle. Elle est également présidente de l'association France-URSS, puis défend la cause des droits des femmes à la ligue internationale des droits de l'homme et à la fédération syndicale mondiale.
En décembre 1985, elle revient travailler pour le Crédit lyonnais en tant que « cadre » à la direction de la formation. Elle déclare : « Au Crédit lyonnais, je me sens le 1⁄43 000, alors que, à la confédération ou au cabinet ministériel, j'avais le sentiment de pouvoir influer sur les décisions ». En 1988, elle devient ensuite, nommée à la tête du Bureau emploi, de la formation et égalité professionnelle. 
De 1988 à 1995, elle adhère au Parti socialiste, sans jamais quitter la CGT. Durant sa retraite dans le Loiret, elle remplit diverses missions pour les droits des femmes, le combat de sa vie.
Elle décède le 29 octobre 2016 dans sa maison de Chécy des suites d’un cancer, à l’âge de 86 ans.

### Vie privée
En 1955, elle se marie avec Philippe Vernoux, dont elle a une fille, puis en secondes noces avec Joël Gilles en 1965, avec qui elle aura une autre fille.